# Ernst Leonhardt (Politiker)
Ernst Leonhardt (* 25. September 1885 in Tracy City, Tennessee, USA; † 26. März 1945 in Oberndorf am Neckar) war ein Schweizer Politiker der Frontenbewegung. Er war eine der zentralen Figuren der Nationalen Front, des Volksbundes und der SGAD.

## Leben
Ernst Leonhardt war der Sohn eines Deutschen und einer Schweizerin. Als er noch ein Kind war, emigrierte sein Vater nach Basel, wo er zur Schule ging. Nach Abschluss seiner Berufslehre trat Leonhardt in die Schweizer Armee ein und brachte es zum Major. 1932 wurde er Mitglied der Nationalen Front und wurde zum Gauführer für Basel und Solothurn ernannt.
1934 kam es zu einer Auseinandersetzung mit Alfred Zander, Leonhardt trat aus der Nationalen Front aus und gründete zusammen mit Emil Sonderegger den Volksbund. Am 11. März 1934 kam es dort zum Zerwürfnis, und Leonhardt wurde alleiniger Führer des Volksbunds. Im Februar 1935 traten alle Mitglieder der Nationalsozialistischen Eidgenössischen Arbeiterpartei (NSEAP) / Bund Nationalsozialistischer Eidgenossen (BNSE) dem Volksbund bei. Dieser benannte sich um und hiess danach Nationalsozialistische Schweizerische Arbeiterpartei (NSSAP). Im gleichen Jahr wurde Leonhardt auf Grund seiner nationalsozialistischen Einstellung aus der Armee entlassen.
1938 gründete Leonhardt die Schweizerische Gesellschaft der Freunde einer autoritären Demokratie (SGAD) mit dem Ziel, die Eidgenossenschaft in einen nationalsozialistischen Führerstaat umzuwandeln. Im November 1939 kam es zu einem Prozess vor dem Bundesgericht gegen ehemalige Mitglieder der NSSAP, der mit Gefängnisstrafen von einem halben bis einem Jahr endete. 1939 reiste Leonhardt nach Frankfurt und erhielt dort Unterstützung durch das Reichs-Propagandaministerium. Ende 1939 floh Leonhardt nach Deutschland.
1944 kam es erneut zum Prozess gegen die ehemaligen Mitglieder der SGAD. Leonhardt wurde in Abwesenheit zu einer hohen Zuchthausstrafe verurteilt. Leonhardt starb 1945 bei einem alliierten Luftangriff auf Oberndorf am Neckar (Württemberg).